# Natación en los Juegos Suramericanos de 2014 - Nado Sincronizado:Dueto
La prueba de nado sincronizado en Santiago 2014 se llevó a cabo en el Centro Acuático del Estadio Nacional. Se celebró entre los días 13 y 14 de marzo, donde el primer día se llevó a cabo la prueba técnica y el segundo día la prueba libre. Participaron 5 duetos, cada uno representando a un país asociado a la ODESUR.

## Resultados[1]
| #                 | País      | Dueto                                | Técnica | Libre   | Total    |
| ----------------- | --------- | ------------------------------------ | ------- | ------- | -------- |
| Medalla de oro    | Brasil    | Luisa Nunes y Giovana Nunes          | 80.3043 | 82.2667 | 162.5710 |
| Medalla de plata  | Argentina | Etel Sánchez y Sofía Sánchez         | 81.0442 | 81.4333 | 162.4775 |
| Medalla de bronce | Colombia  | Estefanía Álvarez y Mónica Arango    | 77.9908 | 81.6333 | 159.6241 |
| 4                 | Chile     | Catalina Costa e Isidora Soto        | 67.7645 | 67.1000 | 134.8645 |
| 5                 | Uruguay   | Florencia Brause y Agustina Fábregat | 66.2951 | 68.2333 | 134.5284 |